# 朱氏宗祠 (镇江市)
朱氏宗祠，位于江苏省镇江市丹徒区，是中华人民共和国江苏省文物保护单位之一。
2011年12月30日，授予江苏省文物保护单位，是一座古建筑。